# Trögds härad
Trögds härad var ett  härad i västra Uppland. Häradet omfattade den sydöstra delen av Enköpings kommun vilken är en del av Uppsala län. Den totala arealen mätte drygt 368 km² och befolkningen uppgick år 1918 till 7 934 invånare. Tingsställe var till 1903 Litslenaby, därefter Enköping. 

## Geografi
Trögds härad sträckte sig från Ekolsundsviken samt Norra Björkfjärden i öster, förbi Grönsö- och Oknöfjärdarna till Svinnegarnsviken i väster och var omgärdat av vatten på tre sidor. Landskapet utgörs mestadels av en skoglös slättbygd med låga åsar eller kullar som huvudsakligen sluttar åt söder, och små vattendrag. Det gränsade i öster mot Håbo härad, i norr mot Lagunda härad och i väster mot Åsunda härad.
Häradet var beläget omedelbart öster om Enköpings stad och hade ett municipalsamhälle – Grillby beläget 40 kilometer sydväst om Uppsala – som idag också är den största tätorten.

### Socknar
Trögds härad omfattade 13 socknar.
| - Veckholm - Kungs-Husby - Torsvi - Litslena - Hacksta - Löt - Lillkyrka | - Boglösa - Husby-Sjutolft - Vallby - Arnö - Villberga - Härkeberga |

## Historia
Trögds härad, som år 1314 skrevs som Trøghd , var en del av det medeltida uppländska folklandet Fjädrundaland, vars centrum och tingsplats för folklandstinget fanns i närbelägna Enköping. Namnet betecknar också den halvö som häradet till stor del utgörs av - Trögden. Häradets ordinarie tingsplats låg vid byn Enhälja i Villberga socken. Platsen var tidigt en central vägknut och marknadsplats då landsvägen från Stockholm mot Enköping korsar vägen mot Uppsala i denna punkt. Eriksgatan passerade även denna punkt. Namnet Litslena kommer av orden litsl i betydelsen liten och ene som betyder vägskäl. Kyrkan härrör från 1100-talet. Bland häradets övriga kyrkor kan Härkeberga och Husby-Sjutolfts kyrkor särskilt nämnas. Härkeberga kyrka härrör ursprungligen från 1300-talet, men försågs på 1400-talet av kyrkmålningar signerade kyrkokonstnären Albertus Pictor (c:a 1440-1507). Då målningarna aldrig kalkats över är de mycket välbevarade och ses därför idag som hans främsta verk. Också Husby-Sjutolfts kyrka är utsmyckad av Albertus Pictor och hans namnteckning återfinns ovanför sakristians ingång. Kyrkan härrör i övrigt från 1200-talet. 
Med sin centrala plats i Mälardalen är det kanske inte så konstigt att Trögds härad har gott om slott och herresäten. Inte långt från Husby-Sjutolfts kyrka är Ekolsunds slott beläget. Slottet har sin grund i en sätesgård från 1300-talets början som sedermera kom i kung Gustav Vasas ägo. Under 1600-talet uppfördes slottet i formen av två L-formade längor, och det kom under 1700-talet att bli Gustav III:s favoritslott där han tillbringade en stor del av sitt liv. Längre söderut återfinns Fånö slott på vilket rikskanslern Axel Oxenstierna föddes år 1583. På Grönsö i Mälaren återfinns Grönsö slott med anor från 1600-talet, och tvärs över fjärden på Bond-Arnö är den välbevarade ruinen efter Utö hus - en borg som härrör från medeltiden. I häradet fanns också två kungsgårdar belägna i Husby-Sjutolfts socken och i Kungs-Husby socken.

## Län, fögderier, domsagor, tingslag och tingsrätter
Häradet har från 1634 hört till Uppsala län. Församlingarna i häradet tillhör(de) Uppsala stift.
Häradets socknar hörde till följande fögderier:
- 1720-1885 Uppsala läns Första fögderi
- 1720-1878 Uppsala läns Andra fögderi för Lillkyrka, Boglösa, Vallby, Arnö, Villberga och Härkeberga socknar
- 1886-1917 Uppsala läns södra fögderi
- 1918-1966 Trögds fögderi
- 1967-1990 Enköpings fögderi

Häradets socknar tillhörde följande domsagor, tingslag och tingsrätter:
- 1680-1903 Trögds tingslag inom  
  - 1680-1689 Bro, Håbo, Trögds, Åsunda, Lagunda och Ärlinghundra häraders domsaga med
  - 1689-1714 Trögds, Åsunda, Lagunda, Hagunda och Ulleråkers domsaga
  - 1714-1903 Trögds, Åsunda, Bro och Håbo häraders domsaga, från 1853 kallad Uppsala läns södra domsaga med
- 1904-1926 Uppsala läns södra domsagas tingslag inom  Uppsala läns södra domsaga
- 1927-1970 Trögds tingslag inom Uppsala läns södra domsaga

- 1971-2005 Enköpings tingsrätt (före 1980 benämnd Uppsala läns södra tingsrätt) och dess domsaga
- 2005- Uppsala tingsrätt och dess domsaga

### Webbkällor
- Nationella arkivdatabasen för uppgifter om fögderier, domsagor, tingslag och tingsrätter